# Reggie Smith
Carl Reginald Smith (ur. 2 kwietnia 1945) – amerykański baseballista, który występował na pozycji zapolowego.
W czerwcu 1963 podpisał kontrakt jako wolny agent z organizacją Minnesota Twins, jednak w grudniu 1963 został wybrany w drafcie przez Boston Red Sox i początkowo grał w klubach farmerskich tego zespołu, między innymi w Toronto Maple Leafs, reprezentującym poziom Triple-A. W Major League Baseball zadebiutował 18 września 1966 w meczu przeciwko California Angels. W 1967, swoim pierwszym pełnym sezonie, w głosowaniu na najlepszego debiutanta zajął 2. miejsce za Rodem Carewem z Minnesota Twins. Rok później zdobył Złotą Rękawicę, a w 1969 po raz pierwszy wystąpił w Meczu Gwiazd.
W październiku 1973 w ramach wymiany zawodników przeszedł do St. Louis Cardinals, zaś w czerwcu 1976 do Los Angeles Dodgers. W 1981 zagrał w dwóch meczach World Series, w których Dodgers pokonali New York Yankees 4–2. W sezonie 1982 był zawodnikiem San Francisco Giants. W latach 1983–1984 grał w Yomiuri Giants z Nippon Professional Baseball, w którym zakończył zawodniczą karierę.
W późniejszym okresie był między innymi członkiem sztabu szkoleniowego w Stanów Zjednoczonych na turniejach World Baseball Classic w 2006 i 2009, a także na Igrzyskach Olimpijskich w Pekinie.
| Nagroda/wyróżnienie      | Lata                                     | Źródło |
| 7× All-Star              | 1969, 1973, 1974, 1975, 1977, 1978, 1980 | [ 1 ]  |
| Gold Glove Award         | 1968                                     | [ 1 ]  |
| Zwycięzca w World Series | 1981                                     | [ 4 ]  |